# Lugo
Lugo je starobylé město na severovýchodě Galicie (severozápadní Španělsko) na řece Minho, sídlo provincie Lugo. S necelými sty tisíci obyvatel je čtvrtým největším galicijským městem. Bylo založeno Římany zřejmě roku 25 př. n. l. a následně bylo hlavním městem Galicie. Ve městě se zachovaly monumentální starověké hradby, zapsané na seznam Světového dědictví UNESCO.
V Lugu sídlí některé z fakult University Santiago de Compostela. Je zde stanice nepříliš frekventované železnice A Coruña – Monforte de Lemos – León.

## Sport
- CD Lugo – fotbalový klub
- Club Baloncesto Breogán – profesionální basketbalový klub

## Partnerská města
- Dinan, Francie
- Viana do Castelo, Portugalsko
- Čchin-chuang-tao, Čína

## Fotogalerie

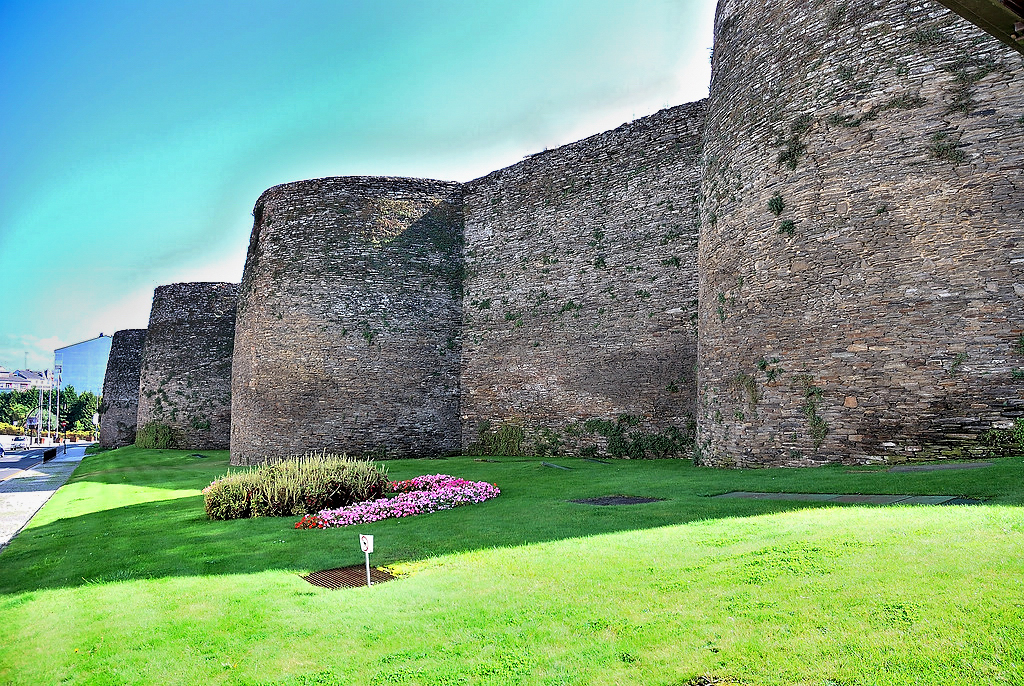
Hradby v Lugu
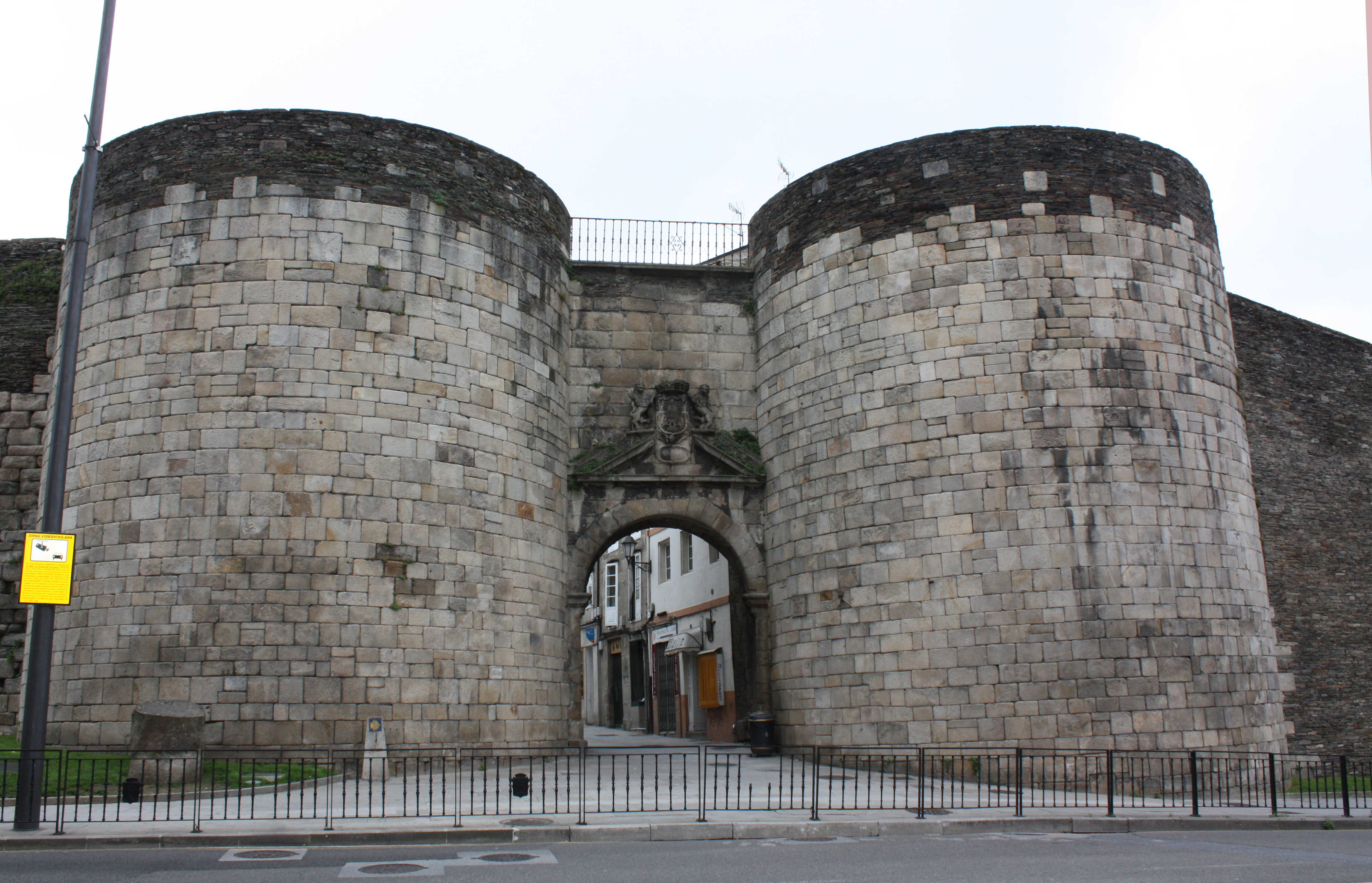
Hradby v Lugu
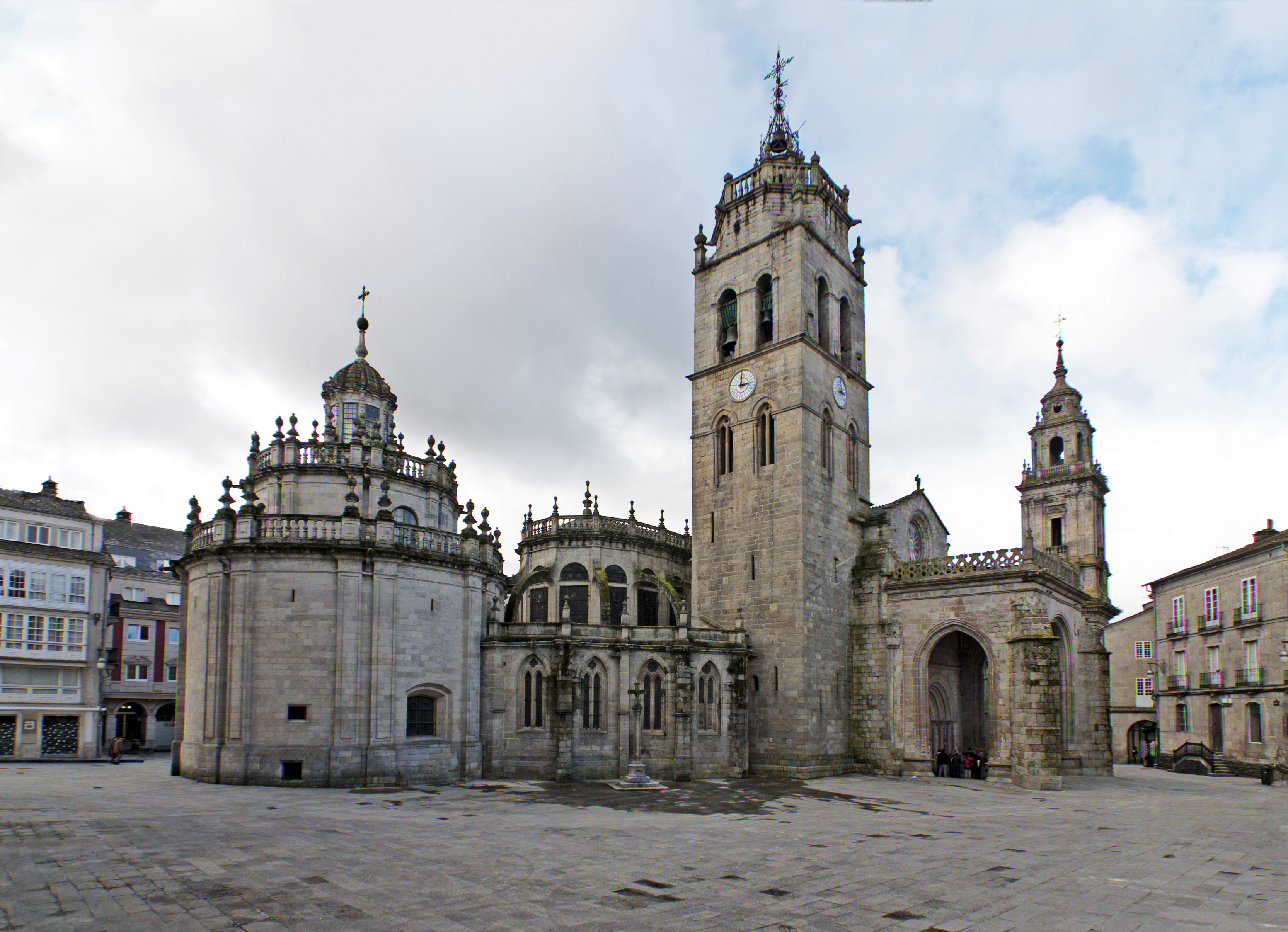
Katedrála Panny Marie
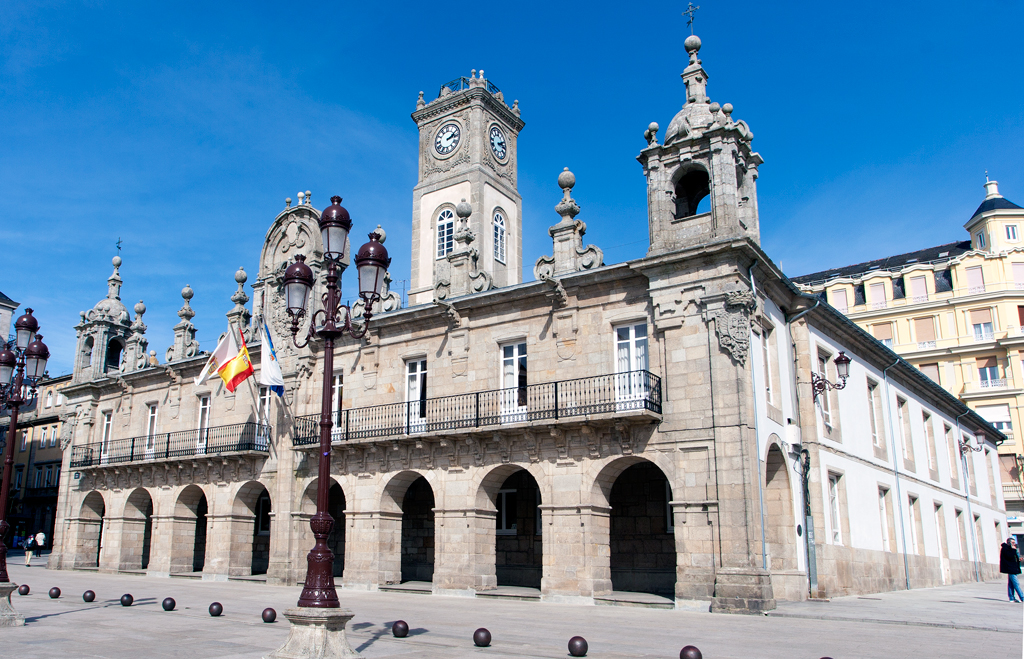
Radnice města